# Józef Blauer
Józef Blauer ps. „Kratowicz” (ur. 15 stycznia 1895 w Busku, zm. 26 października 1915) – podporucznik Legionów Polskich, działacz niepodległościowy pochodzenia żydowskiego, kawaler Orderu Virtuti Militari.

## Życiorys
Urodził się 15 stycznia 1895 w Busku, w ówczesnym powiecie kamioneckim Królestwa Galicji i Lodomerii, w rodzinie Teodora, lekarza i Franciszki z Schönfeldów. Był bratem Zygmunta ps. „Chełmski” (1896–1926), członka Związku Strzeleckiego, legionisty, porucznika piechoty Wojska Polskiego, zmarłego przedwcześnie wskutek ran, otrzymanych w czasie walk o niepodległość Polski. Przed wojną uczęszczał najpierw do gimnazjum w Samborze, a następnie studiował na Wydziale Budowy Maszyn Szkoły Politechnicznej we Lwowie. Od 1908 związany był z polskimi ugrupowaniami niepodległościowymi o zabarwieniu lewicowym. Najpierw, jeszcze w gimnazjum, w socjalistycznej organizacji „Płomień”, a w czasie studiów w organizacjach „Porozumienie” oraz studenckiej „Życie”.
Jednocześnie należał do Związku Strzeleckiego. Był jednym z organizatorów oddziału w Samborze, a następnie członkiem oddziału lwowskiego.
Po wybuchu wojny z udał się z oddziałem Strzelca ze Lwowa do Krakowa, do formujących się Legionów. Tutaj przydzielony zostaje do I Brygady do 1 pułku piechoty Legionów. Bierze udział we wszystkich bitwach swego pułku. W pierwszych swych nominacjach (9 października 1914) Piłsudski uwzględnia zaangażowanie
Józefa Blauera i mianuje go podporucznikiem.
W 1915 dowodzi kompanią w V batalionie. W czasie bitwy pod Kuklami dowodząc w zastępstwie batalionem 25 października Józef Blauer zostaje ciężko ranny. Umarł dnia następnego w szpitalu polowym w Jabłonkach Wielkich na Wołyniu. Pochowano go na cmentarzu Janowskim we Lwowie.

## Ordery i odznaczenia
- Krzyż Srebrny Orderu Wojskowego Virtuti Militari nr 6460 – pośmiertnie, 17 maja 1922[6][7]
- Krzyż Niepodległości – pośmiertnie 19 grudnia 1930 „za pracę w dziele odzyskania niepodległości”[8]